# Centro Espacial de Tanegashima
El Centro Espacial Tanegáshima  (種子島宇宙センター tanegashima uchū sentā?), conocido también por sus siglas en inglés TNSC, Tanegashima Space Center, es una de las instalaciones de desarrollo e investigación espacial de Japón. Está localizado en Tanegáshima, una isla que se ubica 115 km al sur de Kyūshū. Fue creado en 1969, cuando se formó la Agencia Nacional de Desarrollo Espacial de Japón, la que posteriormente se transformaría en la actual JAXA.
Entre las actividades que toman lugar en el TNSC destacan el ensamblaje, el testeo y el lanzamiento de satélites artificiales, junto con los cohetes que permiten estos lanzamientos. Es el centro espacial más grande de Japón.

## Instalaciones
Las instalaciones del centro espacial de Tanegáshima se usan para el montaje de lanzadores, mantenimiento, inspección y evaluación de satélites, integración de estos en los lanzadores, lanzamientos y seguimiento de los vehículos tras el despegue. El centro juega un papel importante en las actividades espaciales de Japón.
El TNSC cuenta con dos complejos de lanzamiento: Yoshinobu, y Osaki, inactivo desde 1992. El complejo de Osaki servía para el lanzamiento y desarrollo de los vehículos N-I, N-II, y H-I. Los lanzamientos actuales se realizan desde el complejo de Yoshinobu y sus 2 plataformas de lanzamiento. El complejo cuenta también con una zona de ensayos para motores de cohetes, así como instalaciones auxiliares para el montaje de los lanzadores y su seguimiento (visual y por radar).
El Museo de la Ciencia y la Tecnología Espacial se encuentra cerca del centro. Ofrece información detallada acerca de la historia de exploración espacial en Japón y el desarrollo de tecnología.

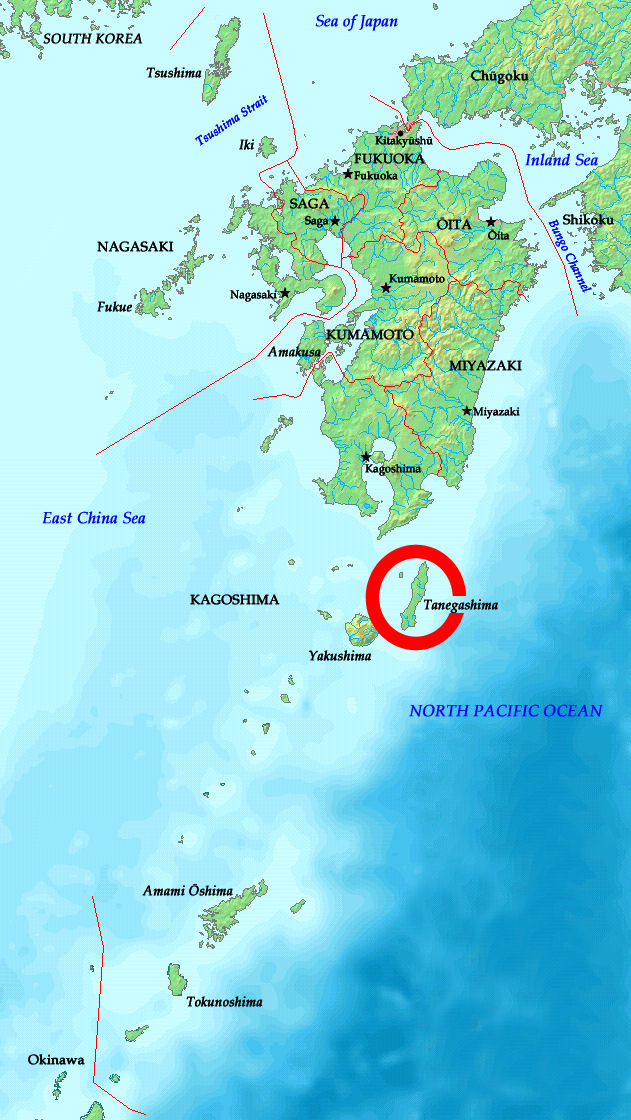
Ubicación de Tanegáshima
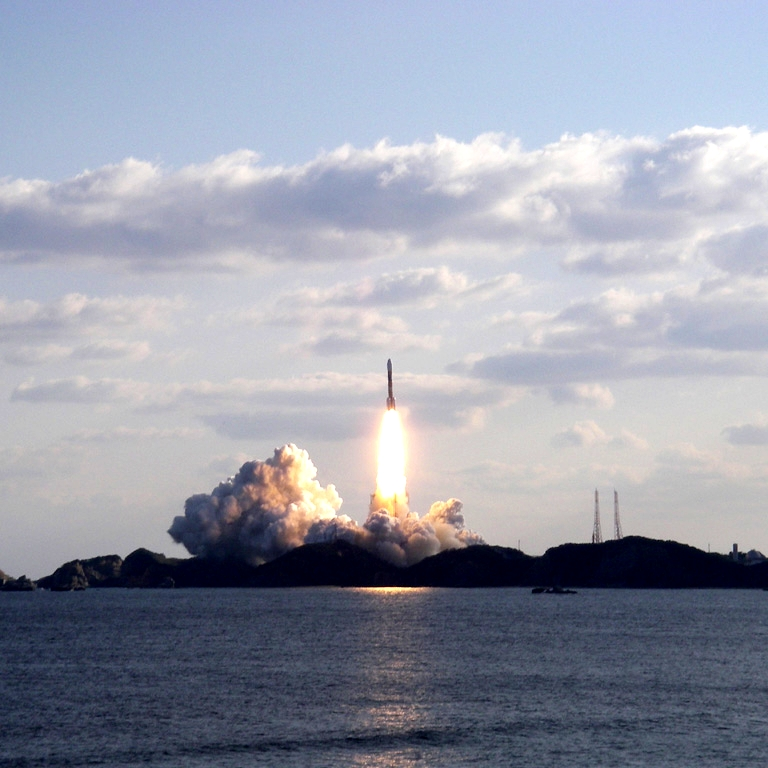
Un cohete H-IIA despega desde el Centro Espacial Tanegáshima en 2006.
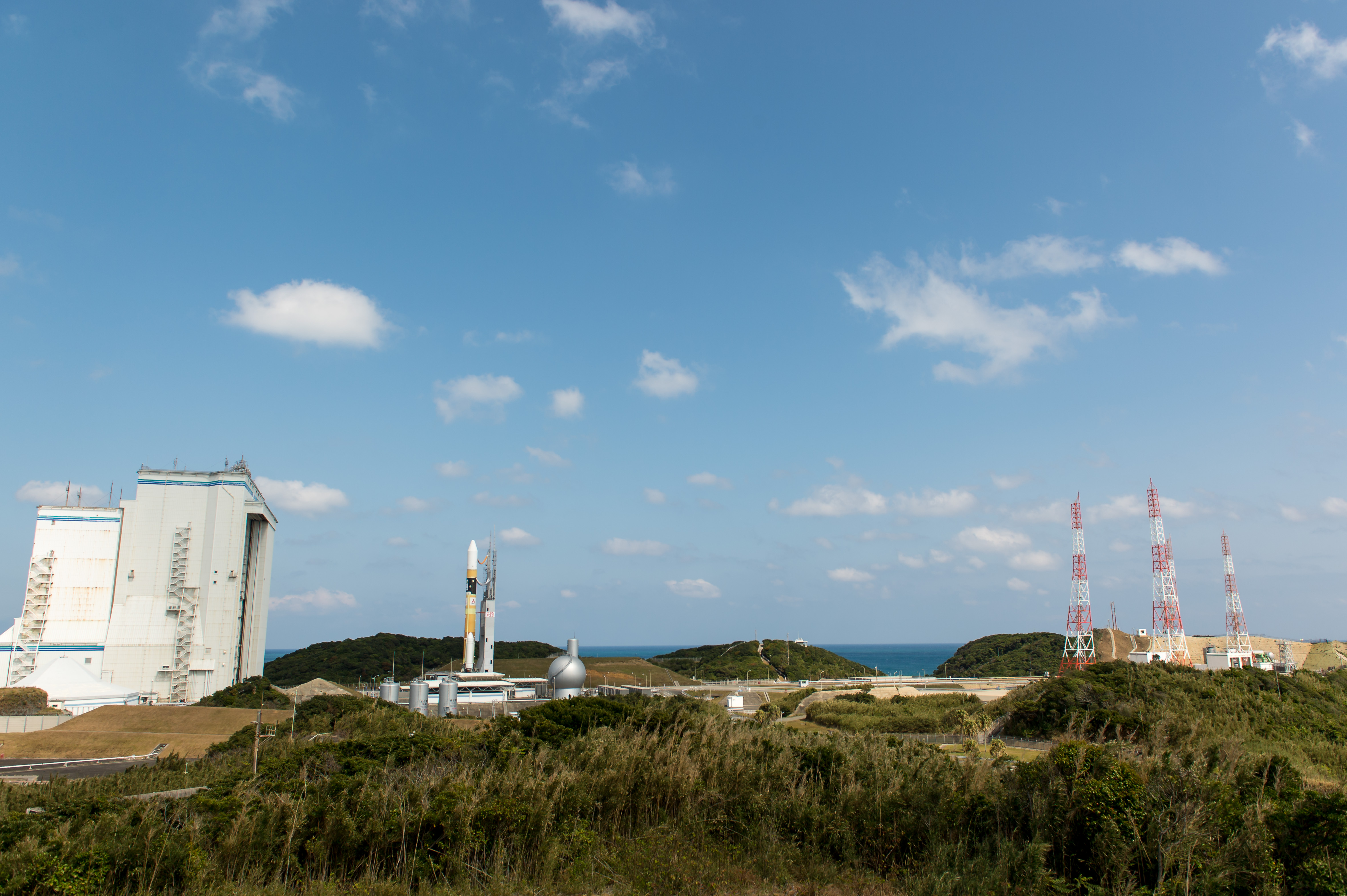
El complejo de lanzamiento Yoshinobu durante el despliegue del lanzador H-IIA en febrero de 2014.
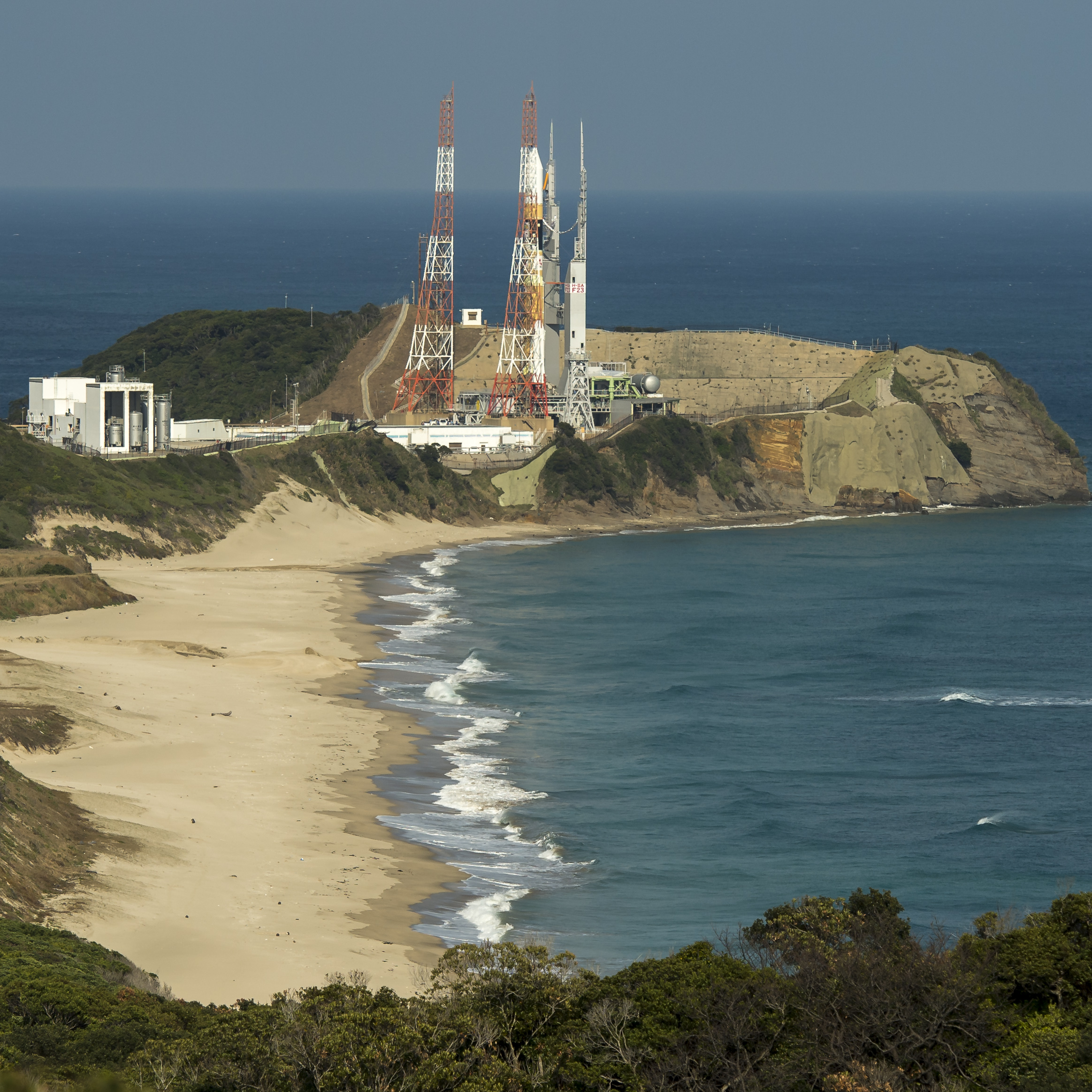
Lanzador H-IIA preparado para la misión Global Precipitation Measurement (GPM), 2014.
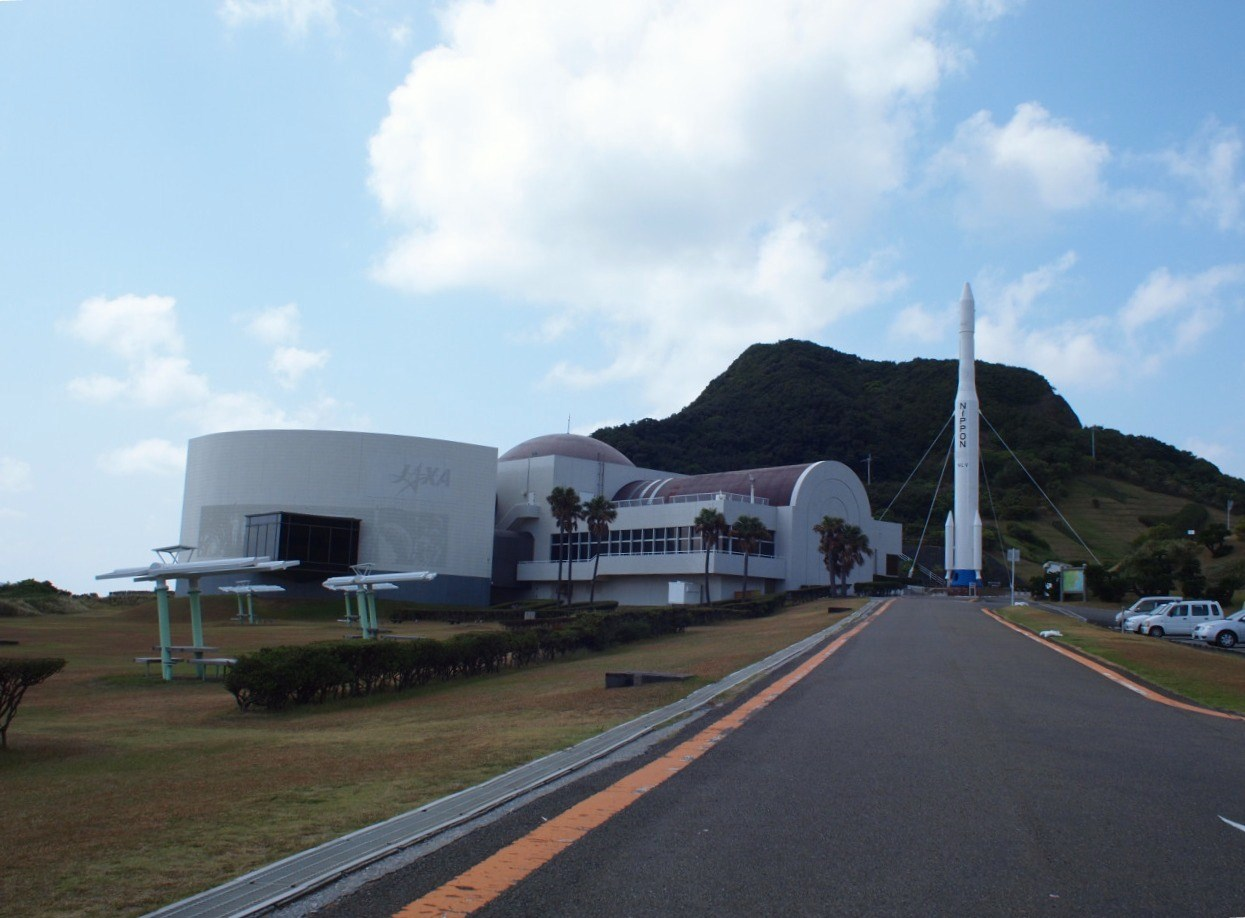
Museo de la Ciencia y la Tecnología Espacial.